# Mariah the Scientist
Mariah the Scientist, pseudonimo di Mariah Amani Buckles (Atlanta, 27 ottobre 1997), è una cantautrice statunitense.

## Biografia
Inizia a cantare fin dall'infanzia grazie alla militanza in un coro scolastico. Una volta conseguito il diploma, frequenta l'università per alcuni anni studiando biologia, tuttavia interrompe il percorso prematuramente per concentrarsi sulla musica. Nel gennaio 2018 pubblica il suo EP d'esordio To Die for sulla piattaforma SoundCloud: il progetto le consente di essere notata dal rapper e cantante Tory Lanez, che la sceglie come opener di un suo tour. Nel febbraio 2019 firma un contratto con RCA Records e One Umbrella, quest'ultima di proprietà di Lanez. Nell'agosto successivo pubblica il suo singolo di debutto Beetlejuice, seguito immediatamente dall'album di debutto Master.
Nel 2021 pubblica il suo secondo album in studio Ry Ry World, promosso da numerosi singoli e apparizioni in eventi come il festival Coachella. Nel 2022 pubblica l'EP Buckles Laboratories Presents: The Intermission e intraprende il suo primo tour da headliner. Nel corso del 2022 pubblica vari singoli, tra cui una dedica al rapper Young Thug per via della sua incarcerazione. Nel 2022 è fra gli artisti d'apertura per la tournée dei Coldplay Music of the Spheres World Tour.
Nel febbraio 2023 collabora col rapper A Boogie wit da Hoodie nel remix ufficiale del singolo Secrets. Nei mesi successivi collabora anche col rapper YoungBoy Never Broke Again in Rear View e annuncia di aver firmato un contratto discografico con Epic Records e si esibisce in vari festival anche in Europa, tra cui il Rolling Out Portugal. Annuncia contestualmente la pubblicazione dell'album To Be Eaten Alive, avvenuta il 27 ottobre.

## Vita privata
Nel 2021, dopo che voci di corridoio al riguardo non erano state né confermate né smentite per molto tempo, l'artista ha dichiarato di essere romanticamente legata a Young Thug in occasione dell'incarcerazione del rapper.

## Stile e influenze artistiche
Il suo nome d'arte deriva dall'amore per la scienza: seppur avendo scelto di interrompere gli studi in biologia per la musica, l'artista ha infatti scelto di omaggiare questo lato di sé attraverso lo pseudonimo.

## Discografia

### Album in studio
- 2019 – Master
- 2021 – Ry Ry World
- 2023 – To Be Eaten Alive

### EP
- 2018 – To Die For
- 2022 – Buckles Laboratories Presents: The Intermission

### Singoli
- 2019 – Beetlejuice
- 2019 – Reminder
- 2020 – RIP
- 2020 – Always n Forever (feat. Lil Baby)
- 2021 – 2 You
- 2021 – Aura
- 2022 – Spread Thin
- 2022 – Stone Cold (feat. Dess Dior)
- 2022 – Bout Mine
- 2022 – Christmas in Toronto
- 2023 – Rear View (con YoungBoy Never Broke Again)
- 2023 – Ain't Even Friends (feat. Ryan Trey)
- 2023 – From a Woman
- 2025 – Burning Blue